# 夕暮れ気分
「夕暮れ気分」（ゆうぐれきぶん）は、1983年10月5日に発売された堀ちえみの8枚目のシングル。

## 解説
- 「赤い羽根の共同募金」のコマーシャルソングに採用された。
- オリコンチャート上においては、週間最高順位8位、売上枚数は14.4万枚を記録している[1]。
- またTBS系『ザ・ベストテン』と日本テレビ系『ザ・トップテン』にも、堀自身通算4曲目のランクインを果たした[2]。
- 1983年末の『第25回日本レコード大賞』では、歌手デビューの2年目にも活躍した功績を称え、『ゴールデン・アイドル賞』を受賞。

## 収録曲
1. 夕暮れ気分（3分44秒）
作詞：諸星冬子／作曲：天野滋／編曲：清水信之
2. 落ち葉のダンス（3分42秒）
作詞：大西和久／作曲：高生鷹、西島正巳／編曲：萩田光雄